# Alcis conversariodes
Alcis conversariodes là một loài bướm đêm trong họ Geometridae.